# Andreas Charvaz
Andreas Charvaz (spotykane także imiona André i Andrea; ur. 25 grudnia 1793 w Hautecour, zm. 18 października 1870 w Moûtiers) – włoski (sabaudzki) duchowny rzymskokatolicki, wychowawca Wiktora Emanuela II, arcybiskup Genui, polityk Królestwa Sardynii i Królestwa Włoch.

## Życiorys

### Młodość i prezbiteriat
Andreas Charvaz urodził się w rodzinie rolników 25 grudnia 1793 w Hautecour w Królestwo Sardynii. Ukończył seminarium w Chambéry i teologie na Uniwersytecie Turyńskim. 24 czerwca 1818 otrzymał święcenia prezbiteriatu i został kapłanem diecezjalnym. Pracował jako nauczyciel teologii moralnej i Pisma Świętego w seminarium w Chambéry, a następnie został wikariuszem generalnym archidiecezji Chambéry. Odmówił objęcia proponowanej mu katedry teologii na Sorbonie.
Był wychowawcą synów króla Sardynii Karola Alberta, w tym przyszłego pierwszego króla zjednoczonych Włoch Wiktora Emanuela II.

### Episkopat
Zgodnie z tradycją, po zakończeniu pracy wychowawcy królewskich dzieci 12 października 1833 został mianowany biskupem Pinerolo, co zatwierdził papież Grzegorz XVI 20 stycznia 1834. 9 marca 1834 przyjął sakrę biskupią z rąk arcybiskupa Chambéry Antoiniego Martineta. Współkonsekratorami byli biskup Annecy Pierre-Joseph Rey oraz biskup Saint-Jean-de-Maurienne Alexis Billiet.
W swojej diecezji podjął się misji nawracania licznych waldensów. W 1844 został radcą królewskim, a w 1847 nadzwyczajnym radcą stanu. 9 maja 1848 złożył dymisję z biskupstwa w proteście przeciwko edyktowi królewskiemu, który znosił cenzurę kościelną i wprowadzał na łamy pism kościelnych zatwierdzone przez władze cywilne tematy niereligijne. 3 lipca 1848	papież Pius IX mianował go arcybiskupem in partibus infidelium Sebastii. Przez króla został mianowany ministrem stanu.
2 czerwca 1852 mianowany arcybiskupem Genui, co zatwierdził papież Pius IX 27 września 1852. Pośredniczył w napiętych stosunkach pomiędzy Królestwem Sardynii a Rzymem. 17 marca 1861 ogłosił powstanie Zjednoczonego Królestwa Włoch.
Uważany był za liberalnego hierarchę. Uważał, że armia piemoncka nie ma obowiązku sumienia odmówić zajęcia terytoriów papieskich. Odradzał ekskomunikować Wiktora Emanuela II. Z drugiej strony dbał o prawa duchowieństwa i o łagodzenie antyklerykalnych ustaw Królestwa Włoch. 7 sierpnia 1869 z przyczyn zdrowotnych złożył rezygnację z arcybiskupstwa Genui. Zmarł 18 października 1870.